# Sebastian de Rozgony
Sebastian de Rozgony (în maghiară Rozgonyi Sebestyén) a fost voievod al Transilvaniei între anii 1458-1461.